# Conditae a Christo
Conditae a Christo es una Constitución Apostólica promulgada por el papa León XIII, el 8 de diciembre de 1900, por medio de la cual se define el estatus de las congregaciones religiosas femeninas en el seno de la Iglesia católica, razón por la cual es conocida también como la Carta magna de los institutos de votos simples.

## Contexto histórico
En el seno de la reforma de la vida religiosa implementada por el papa Pío IX, se dieron los primeros pasos para el reconocimiento de las congregaciones de votos simples como institutos de vida religiosa. Dicha reforma la implementaría el papa León XIII, mediante la constitución apostólica Conditae a Christo del 8 de diciembre de 1900.

## Contenido
La Conditae a Christo reconoce a los institutos de votos simples como un resultado de la fertilidad de la Iglesia. El Papa comenzó a llamar a los nuevos institutos como Familias religiosas, siguiendo el lenguaje del decreto Ecclesia Catholica que llamó a las nuevas entidades como «congregaciones religiosas». Es a partir de este documento que se empieza a llamar a los miembros de dichos institutos como religiosos y las congregaciones comenzaron a ser tratadas como verdaderos institutos pertenecientes al estado de vida religiosa, si bien el derecho de estos era diferente al de las órdenes religiosas.
Entre las novedades para la vida religiosa, además de la asimilación de las congregaciones de votos simples a los religiosos, fue el hecho de la centralización de los institutos femeninos. Por primera vez, dichos institutos pudieron elegir una superiora general. Además, nace el concepto del derecho religioso (pontificio o diocesano), según esto, las congregaciones pueden ser de dos tipos: de derecho pontificio, cuando reciben la aprobación mediante el Decretum laudis, o de derecho diocesano, cuando está recibe la aprobación de parte del ordinario del lugar. Con todo, la autonomía del instituto, diocesano o pontificio, viene garantizada por el capítulo general, el cual puede elegir a sus propios superiores.
Los postulados de la constitución apostólica de León XIII fueron recogidos el Código de Derecho Canónico de 1917.